# Космология джайнизма

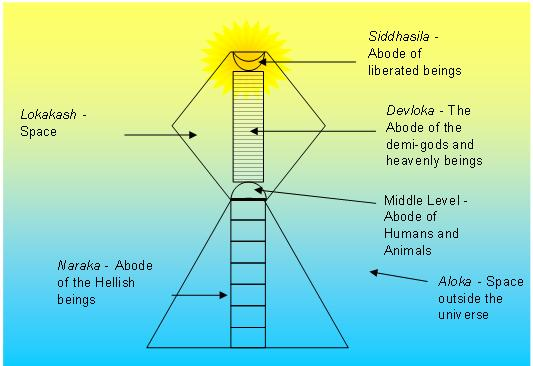
Джайнское видение Вселенной

Космология джайнизма, также джайнская космология или космология джайнов, — описание формы и функционирования Вселенной (именуемой «лока») и её составляющих (таких как живые существа, материя, пространство, время и т. д.) согласно джайнизму, религиозно-философской традиции Индии, известной с VI века до н. э.
Джайнская космология рассматривает вселенную как несотворённое существо, существующее всегда без начала и конца. Джайнские тексты описывают Вселенную в виде человека, стоящего с широко расставленными ногами и упёршись руками в узкую талию: Вселенная широка вверху, узка в середине и снова широка внизу.
Космология джайнов вписана в «правое познание» — одно из «трёх сокровищ» (наряду с правой верой и правой жизнью) на пути к Нирване — заключающееся в учении, что мир вечен, не создан и не руководим каким-либо божеством; что все существа, даже растения и камни, одарены душой, а душа всегда обладает сознанием, но различным, сообразно телу, в которое она заключена. Тело подвержено смерти; но вечная душа немедленно переходит в тело другого существа, высшего или низшего, смотря по деяниям человека; от этого переселения душа освобождается лишь с переходом в Нирвану.
Среди канонических джайнских текстов космологическим сочинением является «Карана-ануйога» дигамбарского канона.

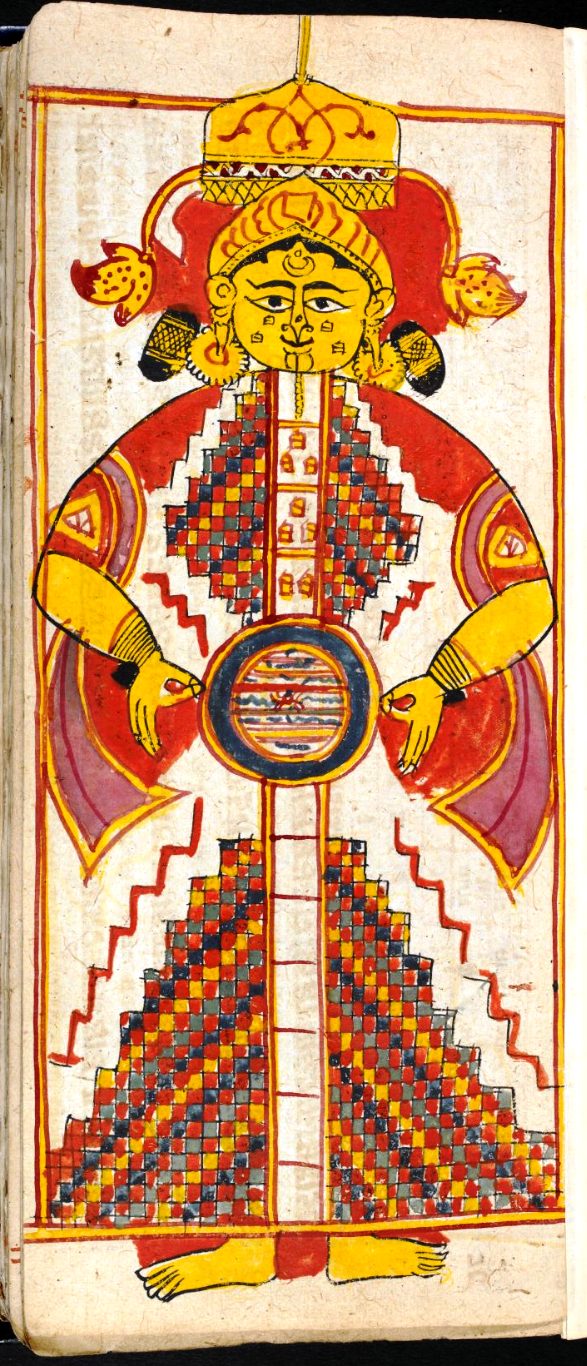

## Форма и население Вселенной
Джайны верят, что Вселенная никогда не была создана и никогда не прекратит своего существования — она вечна. Вселенная состоит из бесчисленного числа джив (жизненных сил или душ). По своей структуре она напоминает человека, который стоит, подбоченясь. Узкая талия включает в себя разные кшетры — места, где бродят души людей, животных и растений. Символическая грудь Вселенной является небесами (дева-лока), убежищем для душ богов. Ниже символического пояса находится ад (нарака-лока). Есть семь разных нарака-лок, в которые может спуститься джива (душа), искупая свои грехи. Чем ниже — тем больше страданий и меньше света. Во главе символической Вселенной расположена сиддха-кшетра или мокша. Там в состоянии вечного мира и неограниченного счастья находятся дживы, достигшие Нирваны. За пределами этой символической фигуры нет ничего (алока).

### Не-мир (алока)
Двойственность Вселенной выражена как лока и алока. В бесконечно большой алоке нет ничего, кроме недоступного для ощущения и проникновения пространства акаши. Лока отделён от алоки тремя слоями бездны из густой воды, густого ветра и тонкого ветра.

### Лока — трёхуровневый мир

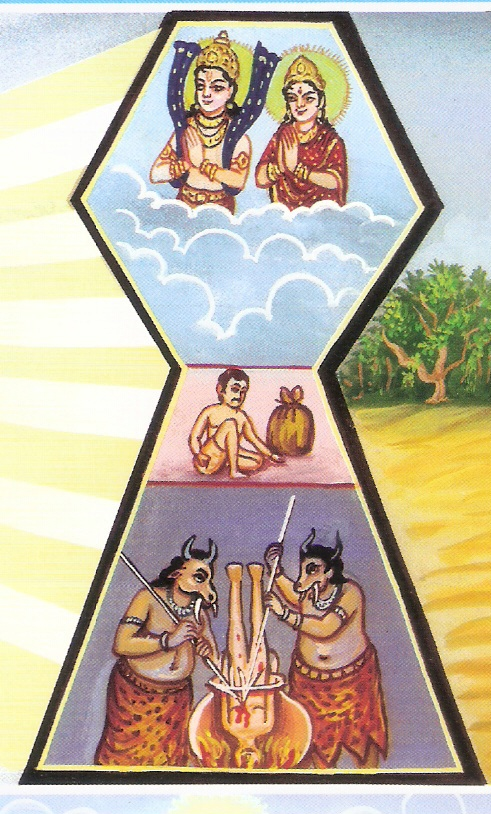
Обитатели трёх уровней Вселенной

Высота мира равняется 14 радджу («верёвка», условная единица): из них семь — это урдхва-лока (верхний мир), другие семь — адха-лока (нижний мир). Средний мир в расчёт не берётся.
«Колесо времени» (Калачакра) из 12 «спиц» представляет мировую историю: мир вечен и неизменен, он живёт в постоянном, неизменяющемся потоке времени, — за исключением срединного мира (Мадхья-лока), а именно областей Бхарата и Айравата, которые подвергаются периодическим колебаниям.

#### Нижний мир (адха-лока)

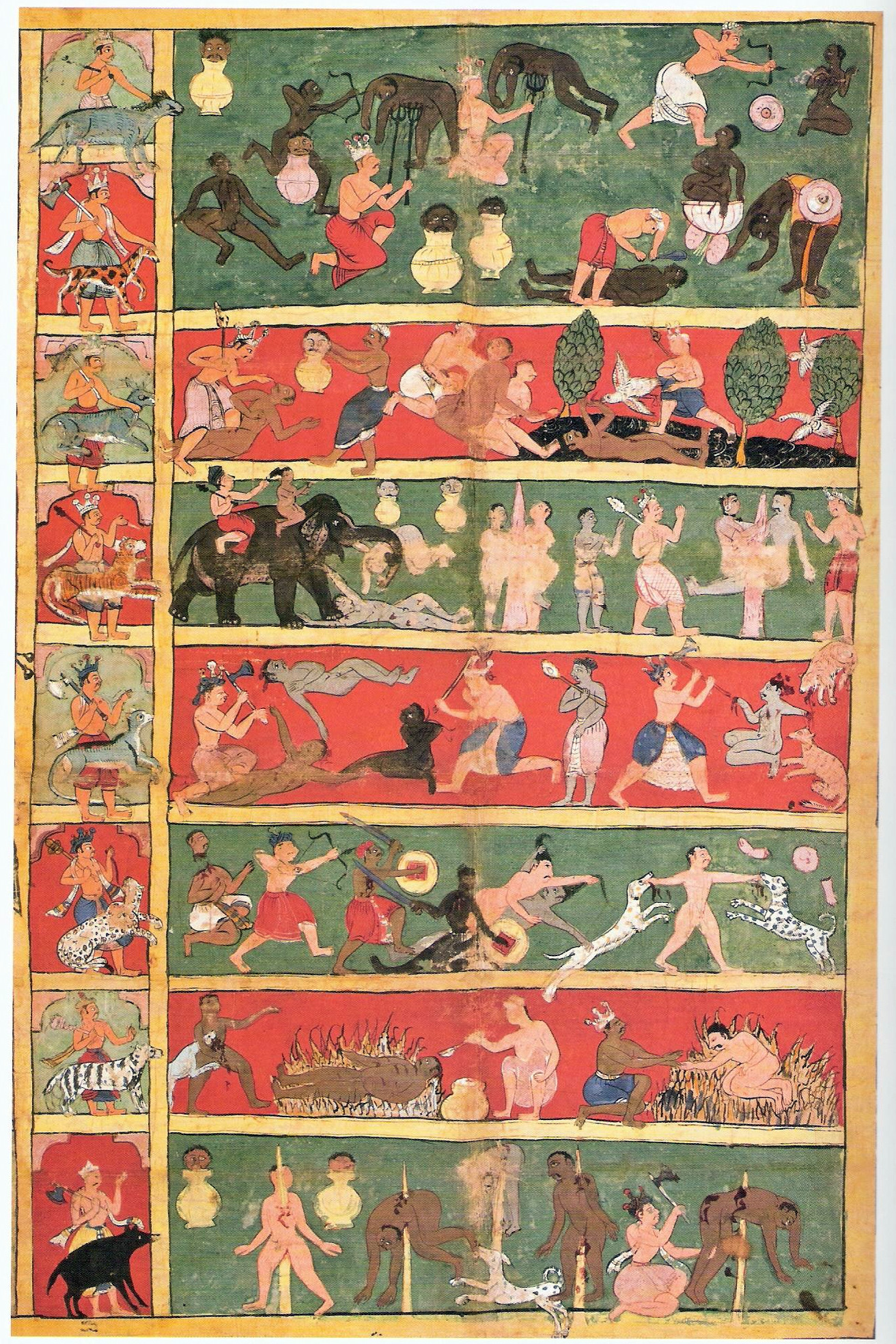
Семь уровней (адских миров) Нижнего мира

За основание нижнего мира взят квадрат размерами 7x7 радджу или круг того же диаметра. Все семь земель (кшетра) нижнего адского мира (адха-лока), где живут нараки, именуются по цвету: земля драгоценностей, сахара, песка, грязи, дыма, темноты и полной тьмы.
Семь дисков нижних миров имеют разные диаметры, малый диск вверху, самый широкий диск — внизу. Их разделяют прослойки из воды, воздуха и пространства.
- Верхний мир — Ратнапрабха — сверкает как драгоценность. От среднего мира людей, растений и животных его отделяет тысяча йоджан. Мир Ратнапрабха имеет, в свою очередь, три уровня:
  - верхний Кхарабхага — толщиной 10 тыс. йоджан[5], и где обитают четыре племени, одно из которых именуется Бхаванавасины («во-дворцах-живущие») и состоит из 10 родов «кумара» (юношей), — «ибо жизнь и привычки этих божеств походят на жизнь и привычки молодёжи до 20 лет»[7].
  - средний Панкабхага — в 84 тыс. йоджан[5], и где среди народов живёт род Асуракумаров из племени Бхаванавасинов[7];
  - нижний Аббакулабхага — в 80 тыс. йоджан.

- Мир Шаркарапрабха сверкает словно сахар, его толщина 32 тыс. йоджан.
- У мира Ваукапрабха песочный цвет, его толщина 28 тыс. йоджан.
- Цвет мира Панкапрабха — грязный, его толщина 24 тыс. йоджан.
- У мира Дхумапрабха дымный цвет и толщина 20 тыс. йоджан.
- Толщина «тёмной земли» Тамахпрабхи — 16 тыс. йоджан.
- В самом нижнем мире — Махатамахпрабха — совершенная тьма, его толщина 8 тыс. йоджан.[5]

#### Средний мир (мадхья-лока)
«Срединный мир» (Мадхья-лока), он же «Мир животных» (Тирйаг-лока), — по своей форме — диск. Между Средним миром и землёй Ратнапрабха Нижнего мира живут Виа́нтара («Блуждающие»).
Материк Джамбудвипа с горой Меру
По центру срединного мира расположен круглый материк Джамбудвипа (Индия). Будто осью, его пронизывает гора Меру, позднее именуемая Мандара, — высотой 1040 йоджан, из которых тысяча йоджан скрыта под поверхностью земли. Гора сформирована из золота, серебра, хрусталя и т. п. На её склонах и вокруг — лесные рощи Бхадрашала, Нандана и Сауманаса, именуемые райскими. В них — по четыре храма (4 стороны света) и по четыре пруда с лотосами (в промежутках между сторонами света). На прудах в Нандане и Сауманасе — для божеств Шакра и Ишана — стоят дворцы.
Вершина Мандары именуется Пандаке, там роща с четырьмя «скалами посвящения», где поставлены троны и где посвящают в тиртханкары. Вокруг Меру кружат на своих сверкающих колесницах божества Джйо́тишка («Светила») — небесные астры — солнца, луны, планеты, звёзды и созвездия. Последние именуются «лунными домами» (накшатра). В упряжках колесниц тысячи божеств, имеющих четыре облика: на Востоке это львы, на Западе — быки, на Юге — слоны, а на Севере — кони. Каждое солнце в паре с луной — это супруги-правители (индры), а их свита включает 38 планет, 28 созвездий и 66 975 х 1014 звезд.
Диаметр континента Джамбудвипа — 100 тысяч йоджан. Шесть горных цепей (Химават, Махахимават [Большая Химават], Нишадха, Нила, Рукми, Шикхарин) делят материк с запада на восток на семь областей:
1. Бхарата,
2. Хаймавата,
3. Хари,
4. Видеха,
5. Рамйика,
6. Хайраньяват,
7. Айравата.[8]

Там, где люди живут за счёт труда (карма-бхуми), а не лишь сбором ягод, — это благоприятные территории для духовного освобождения (мокша). Это области Бхарата, Айравата и Видеха (кроме районов Девакуру и Уттаракуру).
В Уттаракуру есть «дерево исполнения желаний» (калпаврикша), именуемое Джамбу, достигающее 8 йоджан в высоту и ширину; а в местности Девакуру растёт калпаврикша Шалмали.
Материк Джамбудвипа окружён алмазной стеной в 8 йоджан высоты, за которой стоит плетень из драгоценных камней. Стенных ворот четверо — по четырём сторонам света.
Вокруг материка Джамбудвипа — волны океана Лаванода с четырьмя линиями островов, именуемых Антарадвипа, и с островами, которыми владеют луны, солнце и божество Лаваноды, Суштхита.
Материк Дхатакиханда
За океаном Лаванода расположен континент Дхатакиханда, разделённый пополам горами на севере и юге, причём каждая половина копирует строение предыдущего материка Джамбудвипы. По центру каждой половины находится собственная Махавидеха (Большая Видеха) с собственной горой Меру (или Мандарой) — уменьшенной копией главной Меру.
Материк Пушкарадвипа
Следующий континент — Пушкарадвипа — за океаном Калода. Круг горной цепи Манушоттара делит материк на две половины. Во внутренней части (мир людей) видно повторение предыдущего континента Дхатакиханда.
С внешней стороны горного круга нет ни людей, ни животных, ни растений, — это мир божеств. В этом мире небесные тела неподвижны, времени нет, как нет огня, облаков, дождя, грома и молний. Материк окружён океаном Пушкарода.
Далее
Следующий круглый материк — Варунавара с океаном Варунода. Далее материк Кширавара с океаном Кширода; за ним другие многие океаны и материки, похожие друг на друга. Последний материк с океаном именуются Сваямбхурмана.
Своеобразие астрономии
Тексты джайнов передают, что над континентом Джамбудвипой небесных светил (джйотишка) всех по паре: два солнца, две луны и т. д. (планеты, звёзды и созвездия). Светила описывают полный круг вокруг Меру за двое суток и появляются на небе поочерёдно, так что люди видят не зашедшее вчера солнце, а позавчерашнее (аналогично для луны и прочих астр).
Чем дальше от Джамбудвипы, тем больше число небесных астр:
- над океаном Лаванода — 4 солнца, 4 луны и 352 планеты и т. д.,
- над материком Дхатакикханда — 12 солнц, 12 лун и т. д.

Вращение светил можно увидеть только в землях людей, то есть до круга горной цепи Манушоттара, далее небесные астры неподвижны.

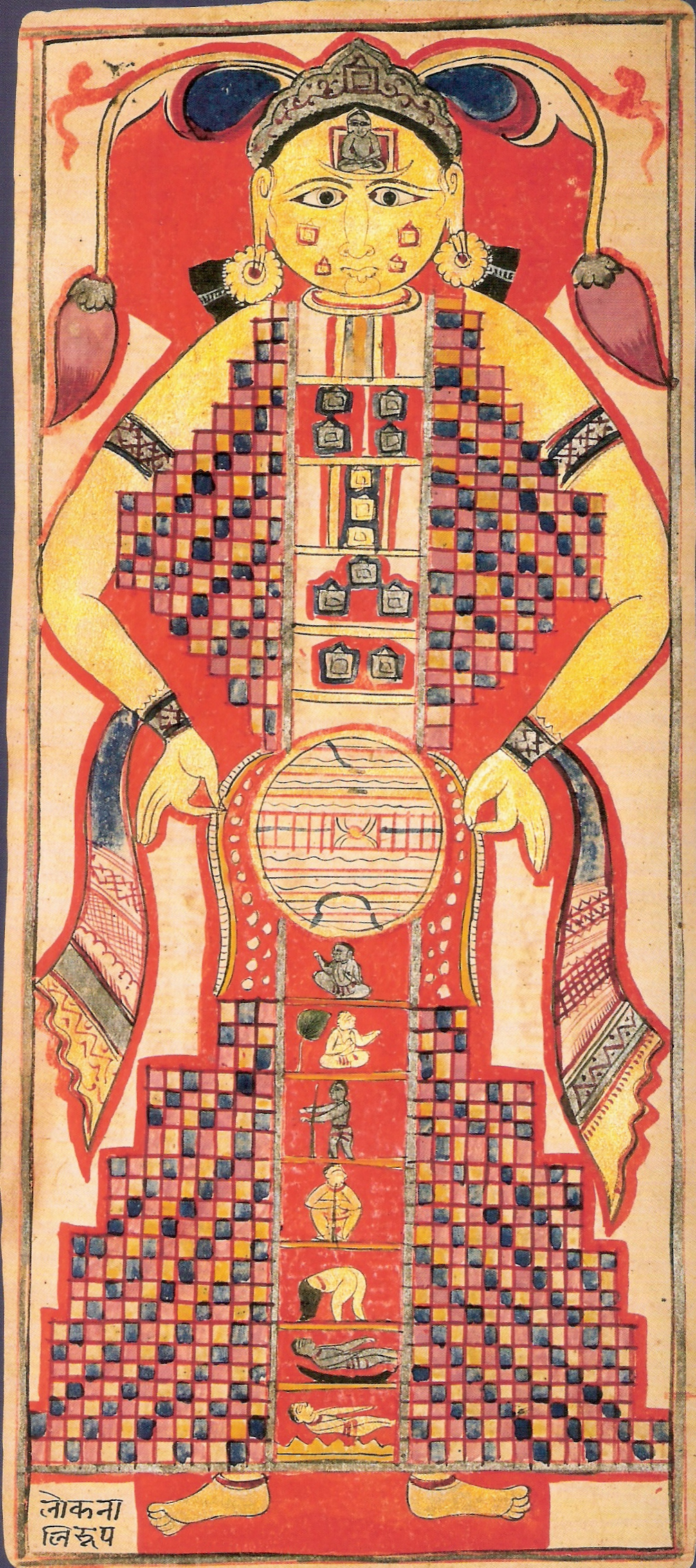

#### Высший мир (урдхва-лока)
Высший или «Верхний» мир (урдхва-лока; Урдхвалока) — это небеса, где живёт племя божеств Ваиманика («Небесные»); мир заселён божествами четырёх типов.
Граница самого нижнего из многочисленных небес проходит сразу над горой Меру, их разделяет лишь волосок.
Основные группы небес:
- нижние — Калпа — 8 нижних небес;
- на уровне шеи символической женщины — Гравейака («горловые»), также Грайвейака[5], — 9 небес;
- дополнительные (только в дигамбарской традиции) — Анудиша — 9 небес;
- высшие — Ануттара («высочайшие») — 5 небес.

Небеса имеют «этажи» (уровни); их число разнится в текстах дигамбаров и шветамбаров.
Божественные обитатели небес различаются по цвету лешьи (ауры) и разнообразию брачных методов.

Земля полубожеств сиддхов (сиддха-кшетра или сиддха-шила, также мукти-шила) — обитель освобождённых существ на вершине вселенной

#### Вершина Вселенной (сиддха-шила)
Выше всех трёх миров — сиддха-лока, обитель освободившихся джив (душ), именуемая также Сиддхакшетра.
Познание миров совершается одним из двух способов: либо с помощью органов чувств (то есть напрямую), либо опосредованно (косвенно).